# Шестизяброва акула великоока
Шестизяброва акула великоока (Hexanchus nakamurai) — акула з роду Шестизяброва акула родини Багатозяброві акули. Внесена до Червоної книги МСОП.

## Опис
Загальна довжина досягає 1,8 м та ваги 20 кг. За зовнішнім виглядом схожа на Шестизяброву акулу тупоносу. Голова вузька, трохи сплощена. Особливістю є доволі великі очі, які флуоресцентні з зеленим кольором. Звідси походить назва цієї акули. Щелепи містять по 5 гребнеподібних зубів. Тулуб стрункий. Усі плавці тонкі та великі. Другий спинний плавець ближче до хвостового. Верхня лопать хвоста більша за нижню.
Забарвлення спини сіро-буре. Черево чітко відділено за кольором й має білувате забарвлення.

## Спосіб життя
Тримається на глибині від 90 до 600 м. Активна вночі, коли піднімається вище до поверхні. Живиться кістковими рибами та ракоподібними.
Це яйцеживородна акула. Самиця народжує до 13 акуленят розміром 34-45 см завдовжки.
Не становить небезпеки для людини.

## Розповсюдження
Мешкає у західній та центральній частинах Атлантичного океану (Карибському та Середземному морях, зокрема), в західній частині Тихого океану, в Індійському океані.